# Abrã
Abrã est une freguesia portugaise située dans le District de Santarém.
Avec une superficie de 22,42 km2 et une population de 1 221 habitants (2001), la paroisse possède une densité de 54,5 hab/km2.